# Грабовець (Більський повіт)
Грабовець (Ґрабовець, пол. Grabowiec) — село в Польщі, у гміні Більськ-Підляський Більського повіту Підляського воєводства. Населення — 192 особи (2011).

## Історія
Вперше згадується 1528 року в акті польського короля Сигізмунда I.
У 1975—1998 роках село належало до Білостоцького воєводства.

## Демографія
Демографічна структура станом на 31 березня 2011 року:
|          | Загалом | Допрацездатний вік | Працездатний вік | Постпрацездатний вік |
| -------- | ------- | ------------------ | ---------------- | -------------------- |
| Чоловіки | 95      | 12                 | 50               | 33                   |
| Жінки    | 97      | 13                 | 36               | 48                   |
| Разом    | 192     | 25                 | 86               | 81                   |